# Општина Кваутла (Морелос)
Кваутла (шп. Cuautla) општина је у Мексику у савезној држави Морелос. Општина се налази на надморској висини од 1294 м.

## Становништво
Према подацима из 2010. у општини је живело 175207 становника.

### Хронологија
| Година       | 2000                   | 2005                   | 2010                   |
| ------------ | ---------------------- | ---------------------- | ---------------------- |
| Становништво | 153329 (73124 / 80205) | 160285 (76171 / 84114) | 175207 (83676 / 91531) |

### Попис
| \| \| м \| \| \| ж \| \| 0—2 \| 4.687 \| \| \| 4.406 \| \| 3—5 \| 4.972 \| \| \| 4.746 \| \| 6—11 \| 10.167 \| \| \| 9.662 \| \| 12—14 \| 4.986 \| \| \| 4.772 \| \| 15—17 \| 5.150 \| \| \| 5.102 \| \| 18—24 \| 10.428 \| \| \| 11.393 \| \| 60+ \| 8.063 \| \| \| 9.694 \| \| Просек : \| 29,2 \| \| \| 30,9 \| |        |  |  |        |
| |        |  |  |        |
| | м      |  |  | ж      |
| 0—2 | 4.687  |  |  | 4.406  |
| 3—5 | 4.972  |  |  | 4.746  |
| 6—11 | 10.167 |  |  | 9.662  |
| 12—14 | 4.986  |  |  | 4.772  |
| 15—17 | 5.150  |  |  | 5.102  |
| 18—24 | 10.428 |  |  | 11.393 |
| 60+ | 8.063  |  |  | 9.694  |
| Просек : | 29,2   |  |  | 30,9   |

| #   | Индикатор                                                                                        | Вредност |
| --- | ------------------------------------------------------------------------------------------------ | -------- |
| 1   | Становништво од 0 до 2 године                                                                    | 9093     |
| 2   | Мушко становништво од 0 до 2 године                                                              | 4687     |
| 3   | Женско становништво од 0 до 2 године                                                             | 4406     |
| 4   | Становништво са 3 и више година                                                                  | 164802   |
| 5   | Мушко становништво са 3 и више година                                                            | 78329    |
| 6   | Женско становништво са 3 и више година                                                           | 86473    |
| 7   | Становништво са 5 и више година                                                                  | 158357   |
| 8   | Мушко становништво са 5 и више година                                                            | 75024    |
| 9   | Женско становништво са 5 и више година                                                           | 83333    |
| 10  | Становништво са 12 и више година                                                                 | 135255   |
| 11  | Мушко становништво са 12 и више година                                                           | 63190    |
| 12  | Женско становништво са 12 и више година                                                          | 72065    |
| 13  | Становништво са 15 и више година                                                                 | 125497   |
| 14  | Мушко становништво са 15 и више година                                                           | 58204    |
| 15  | Женско становништво са 15 и више година                                                          | 67293    |
| 16  | Становништво са 18 и више година                                                                 | 115245   |
| 17  | Мушко становништво са 18 и више година                                                           | 53054    |
| 18  | Женско становништво са 18 и више година                                                          | 62191    |
| 19  | Становништво од 3 до 5 година                                                                    | 9718     |
| 20  | Мушко становништво од 3 до 5 година                                                              | 4972     |
| 21  | Женско становништво од 3 до 5 година                                                             | 4746     |
| 22  | Становништво од 6 до 11 година                                                                   | 19829    |
| 23  | Мушко становништво од 6 до 11 година                                                             | 10167    |
| 24  | Женско становништво од 6 до 11 година                                                            | 9662     |
| 25  | Становништво од 8 до 14 година                                                                   | 23122    |
| 26  | Мушко становништво од 8 до 14 година                                                             | 11809    |
| 27  | Женско становништво од 8 до 14 година                                                            | 11313    |
| 28  | Становништво од 12 до 14 година                                                                  | 9758     |
| 29  | Мушко становништво од 12 до 14 година                                                            | 4986     |
| 30  | Женско становништво од 12 до 14 година                                                           | 4772     |
| 31  | Становништво од 15 до 17 година                                                                  | 10252    |
| 32  | Мушко становништво од 15 до 17 година                                                            | 5150     |
| 33  | Женско становништво од 15 до 17 година                                                           | 5102     |
| 34  | Становништво од 18 до 24 године                                                                  | 21821    |
| 35  | Мушко становништво од 18 до 24 године                                                            | 10428    |
| 36  | Женско становништво од 18 до 24 године                                                           | 11393    |
| 37  | Женско становништво од 15 до 49 година                                                           | 49130    |
| 38  | Становништво са 60 и више година                                                                 | 17757    |
| 39  | Мушко становништво са 60 и више година                                                           | 8063     |
| 40  | Женско становништво са 60 и више година                                                          | 9694     |
| 41  | Однос између мушкараца и жена                                                                    | 91.42    |
| 42  | Становништво од нуле до 14 година                                                                | 48398    |
| 43  | Становништво од 15 до 64 године                                                                  | 113158   |
| 44  | Становништво од 65 година и више                                                                 | 12339    |
| 45  | Просечан број деце                                                                               | 2.22     |
| 46  | Становништво рођено у ентитету                                                                   | 122056   |
| 47  | Мушко становништво рођено у ентитету                                                             | 58820    |
| 48  | Женско становништво рођено у ентитету                                                            | 63236    |
| 49  | Становништво рођено у другом ентитету                                                            | 50356    |
| 50  | Мушко становништво рођено у другом ентитету                                                      | 23435    |
| 51  | Женско становништво рођено у другом ентитету                                                     | 26921    |
| 52  | Становништво од 5 година и више резидентно у ентитету у јуну 2005. године                        | 146810   |
| 53  | Мушко становништво старосног доба од 5 година и више, резидентно у ентитету у јуну 2005. године  | 68992    |
| 54  | Женско становништво старосног доба од 5 и више година, резидентно у ентитету у јуну 2005. године | 77818    |
| 55  | Становништво од 5 година и више које је живело у другом ентитету у јуну 2005. године             | 8625     |
| 56  | Мушко становништво старије од 5 година које је живело у другом ентитету у јуну 2005. године      | 4229     |
| 57  | Женско становништво старије од 5 година које је живело у другом ентитету у јуну 2005. године     | 4396     |
| 58  | Становништво од 3 године и више које говори аутохтони језик                                      | 5133     |
| 59  | Мушко становништво старо 3 године и више које говори аутохтони језик                             | 2452     |
| 60  | Женско становништво старо 3 године и више које говори аутохтони језик                            | 2681     |
| 61  | Становништво од 3 године и више које говори аутохтони језик и не говори шпански језик            | 69       |
| 62  | Мушко становништво старо 3 године и више које говори аутохтони језик и не говори шпански         | 15       |
| 63  | Женско становништво старо 3 године и више које говори аутохтони језик и не говори шпански језик  | 54       |
| 64  | Становништво старо 3 године и више које говори аутохтони језик и шпански                         | 4610     |
| 65  | Мушко становништво старо 3 године и више које говори аутохтони језик и шпански                   | 2237     |
| 66  | Женско становништво старо 3 године и више које говори аутохтони језик и шпански                  | 2373     |
| 67  | Становништво од 5 година и више које говори аутохтони језик                                      | 5083     |
| 68  | Становништво од 5 година и више које говори аутохтони језик и не говори шпански језик            | 64       |
| 69  | Становништво од 5 година и више које говори аутохтони језик и говори шпански језик               | 4575     |
| 70  | Становништво у домородачким домаћинствима                                                        | 11877    |
| 71  | Становништво са ограничењима у активностима                                                      | 8269     |
| 72  | Становништво са ограниченим ходањем или кретањем, горе или доле                                  | 4684     |
| 73  | Становници са ограничењима вида, чак и уз кориштење сочива                                       | 2393     |
| 74  | Становништво са ограничењима говора, комуникације или конверзације                               | 778      |
| 75  | Становништво са ограниченим слухом                                                               | 1129     |
| 76  | Становништво са ограничењима при одевању, купању или јелу                                        | 394      |
| 77  | Становништво са ограничењима у опажању или учењу једноставних ствари                             | 416      |
| 78  | Становништво са менталним ограничењима                                                           | 668      |
| 79  | Становништво без ограничења активности                                                           | 165182   |
| 80  | Становништво од 3 до 5 година које не похађа школу                                               | 4477     |
| 81  | Мушко становништво од 3 до 5 година које не похађа школу                                         | 2318     |
| 82  | Женско становништво од 3 до 5 година које не похађа школу                                        | 2159     |
| 83  | Становништво од 6 до 11 година које не похађа школу                                              | 641      |
| 84  | Мушко становништво од 6 до 11 година које не похађа школу                                        | 365      |
| 85  | Женско становништво од 6 до 11 година које не похађа школу                                       | 276      |
| 86  | Становништво од 12 до 14 година које не похађа школу                                             | 716      |
| 87  | Мушко становништво од 12 до 14 година које не похађа школу                                       | 400      |
| 88  | Женско становништво од 12 до 14 година које не похађа школу                                      | 316      |
| 89  | Становништво од 15 до 17 година похађа школу                                                     | 7354     |
| 90  | Мушко становништво од 15 до 17 година похађа школу                                               | 3536     |
| 91  | Женско становништво између 15 и 17 година живота у школи                                         | 3818     |
| 92  | Становништво од 18 до 24 године похађа школу                                                     | 7027     |
| 93  | Мушко становништво од 18 до 24 године похађа школу                                               | 3439     |
| 94  | Женско становништво од 18 до 24 године похађа школу                                              | 3588     |
| 95  | Становништво од 8 до 14 година које не може да чита и пише                                       | 608      |
| 96  | Мушко становништво старосног доба од 8 до 14 година које не може да чита и пише                  | 364      |
| 97  | Женско становништво старосног доби од 8 до 14 година које не може да чита и пише                 | 244      |
| 98  | Становништво од 15 година и више које је неписмено                                               | 7543     |
| 99  | Мушко становништво од 15 година и више које је неписмено                                         | 2688     |
| 100 | Женско становништво од 15 година и више које је неписмено                                        | 4855     |
| 101 | Становништво старо 15 и више година без школовања                                                | 8853     |
| 102 | Мушко становништво старо 15 и више година без школовања                                          | 3425     |
| 103 | Женско становништво старо 15 и више година без школовања                                         | 5428     |
| 104 | Становништво старосног доба 15 и више година са непотпуним основним образовањем                  | 12028    |
| 105 | Мушко становништво старосног доба од 15 година и више са непотпуном основним образовањем         | 5544     |
| 106 | Женско становништво старосног доба 15 и више година са непотпуном основним образовањем           | 6484     |
| 107 | Становништво старо 15 и више година са комплетним основним образовањем                           | 16426    |
| 108 | Мушко становништво старо 15 година и више са комплетним основним образовањем                     | 7417     |
| 109 | Женско становништво старо 15 и више година са комплетним основним образовањем                    | 9009     |
| 110 | Становништво старосног доба 15 и више година са непотпуним средњим образовањем                   | 6337     |
| 111 | Мушко становништво старосног доба од 15 година и више са непотпуним средњим образовањем          | 3354     |
| 112 | Женско становништво старосног доба од 15 година и више са непотпуним средњим образовањем         | 2983     |
| 113 | Становништво старо 15 и више година са пуним секундарном образовањем                             | 29489    |
| 114 | Мушко становништво старосног доба од 15 година и више са пуним секундарном образовањем           | 14173    |
| 115 | Женско становништво старосног доба од 15 година и више са пуним секундарном образовањем          | 15316    |
| 116 | Становништво старије од 18 година са постосновним образовањем                                    | 48508    |
| 117 | Мушко становништво старије од 18 година са постосновним образовањем                              | 22680    |
| 118 | Женско становништво старије од 18 година са постосновним образовањем                             | 25828    |
| 119 | Просечна оцена школовања                                                                         | 9.15     |
| 120 | Просечан ниво образовања мушке популације                                                        | 9.3      |
| 121 | Просечан ниво образовања женског становништва                                                    | 9.02     |
| 122 | Економски активно становништво                                                                   | 75588    |
| 123 | Економски активна мушка популација                                                               | 46116    |
| 124 | Економски активна женска популација                                                              | 29472    |
| 125 | Становништво које није економски активно                                                         | 59215    |
| 126 | Мушко становништво које није економски активно                                                   | 16790    |
| 127 | Женско становништво које није економски активно                                                  | 42425    |
| 128 | Запослено становништво                                                                           | 72840    |
| 129 | Запослено мушко становништво                                                                     | 44005    |
| 130 | Запослено женско становништво                                                                    | 28835    |
| 131 | Незапослена популација                                                                           | 2748     |
| 132 | Незапослена мушка популација                                                                     | 2111     |
| 133 | Незапослена женска популација                                                                    | 637      |
| 134 | Становништво без права на здравствене услуге                                                     | 66193    |
| 135 | Становништво које има право на здравствене услуге                                                | 107486   |
| 136 | Становништво које има право на ИМСС                                                              | 46846    |
| 137 | Становништво које има право на социјално осигурање                                               | 18284    |
| 138 | Становништво које има право на државно социјално осигурање                                       | 200      |
| 139 | Становништво које има право на опште осигурање или здравствено осигурање за нову генерацију      | 40035    |
| 140 | Становништво које је било једном или није било у браку током 12 година и више                    | 46562    |
| 141 | Венчано или уједињено становништво од 12 година и више                                           | 71891    |
| 142 | Становништво које је било у браку или уједињено 12 година и више                                 | 16675    |
| 143 | Становништво са католичком религијом                                                             | 135103   |
| 144 | Протестанти, еванђелисти и библијски следбеници различити од еванђелиста                         | 25834    |
| 145 | Становништво са другим религијама различитим од претходних                                       | 402      |
| 146 | Становништво без религије                                                                        | 9649     |
| 147 | Укупно пописаних домаћинства                                                                     | 46060    |
| 148 | Пописна домаћинства на челу са мушкарцима                                                        | 32477    |
| 149 | Пописна домаћинства на челу са женама                                                            | 13583    |
| 150 | Становништво у пописним домаћинствима                                                            | 173286   |
| 151 | Становништво у пописним домаћинствима на челу са мушкарцима                                      | 128245   |
| 152 | Становништво у пописним домаћинствима на челу са женама                                          | 45041    |
| 153 | Укупно домаћинстава                                                                              | 59236    |
| 154 | Укупно насељених домаћинстава                                                                    | 46492    |
| 155 | Укупно приватних кућа                                                                            | 58804    |
| 156 | Насељени приватни домови                                                                         | 46060    |
| 157 | Укупно насељених приватних кућа                                                                  | 46480    |
| 158 | Ненасељене приватне куће                                                                         | 7823     |
| 159 | Појединачна домаћинства за привремену употребу                                                   | 4921     |
| 160 | Становници у насељеним приватним кућама                                                          | 173286   |
| 161 | Насељеност станара у приватним становима                                                         | 3.76     |
| 162 | Просечно становника по соби у приватним насељеним домаћинствима                                  | 1.02     |
| 163 | Појединачна домаћинства са подовима од различитих материјала од земље                            | 43348    |
| 164 | Појединачна домаћинства у приземљу                                                               | 2529     |
| 165 | Појединачна домаћинства са једном спаваћом собом                                                 | 17063    |
| 166 | Појединачна домаћинства са две спаваће собе и више                                               | 28857    |
| 167 | Појединачна домаћинства са једним собом                                                          | 3891     |
| 168 | Појединачна домаћинства са две собе                                                              | 8379     |
| 169 | Појединачна домаћинства са 3 собе и више                                                         | 33629    |
| 170 | Појединачна домаћинства која имају електрично светло                                             | 45623    |
| 171 | Појединачна домаћинства која немају електрично светло                                            | 297      |
| 172 | Појединачна домаћинства која имају водоводну воду у стамбеном простору                           | 42027    |
| 173 | Појединачна домаћинства која немају водоводну воду у стамбеном простору                          | 3789     |
| 174 | Појединачна домаћинства која имају тоалет                                                        | 45332    |
| 175 | Појединачна домаћинства која имају канализацију                                                  | 45115    |
| 176 | Појединачна домаћинства која немају канализацију                                                 | 701      |
| 177 | Појединачна домаћинства која имају електрично светло, довод воде из јавне мреже и канализацију   | 41550    |
| 178 | Појединачна домаћинства без икаквих услова                                                       | 448      |
| 179 | Појединачна домаћинства која имају радио                                                         | 38630    |
| 180 | Појединачна домаћинства која имају телевизор                                                     | 44371    |
| 181 | Појединачна домаћинства која имају фрижидер                                                      | 40360    |
| 182 | Појединачна домаћинства која имају машину за веш                                                 | 30179    |
| 183 | Појединачна домаћинства која имају аутомобил или комби                                           | 18671    |
| 184 | Појединачна домаћинства која имају рачунар                                                       | 14557    |
| 185 | Појединачна домаћинства која имају фиксну телефонску линију                                      | 24602    |
| 186 | Појединачна домаћинства која имају мобилни телефон                                               | 32186    |
| 187 | Појединачна домаћинства која имају приступ интернету                                             | 10954    |